# Malcolm Le Grice
Pour les articles homonymes, voir Grice et Grice (homonymie).
Malcolm Le Grice, né le 15 mai 1940 à Plymouth (Devon, Royaume-Uni) et mort le 6 décembre 2024, est un artiste et réalisateur britannique connu pour son travail cinématographique d'avant-garde.
Le British Film Institute affirme qu'il « est probablement le cinéaste moderniste le plus influent du cinéma britannique ».

## Biographie
Malcolm Le Grice naît en 1940 et étudie à la Slade School of Art de Londres. Il fonde l'atelier « London Film-Makers' Co-op » à la fin des années 1960, tout en présentant le cinéma aux étudiants en beaux-arts de la Saint Martin's School of Art et du Goldsmith's College de Londres. Il équilibre sa pratique continue en tant qu'artiste cinéaste avec une campagne pour cette forme d'art dans la presse écrite, dans l'enseignement supérieur et dans les comités du British Film Institute et de l'Arts Council.
Malcolm Le Grice entame sa vie artistique par la peinture, avant de réaliser des œuvres cinématographiques et informatiques au milieu des années 1960. Depuis lors, son travail est régulièrement présenté en Europe et aux États-Unis ainsi que dans de nombreux festivals de films internationaux, dont des rétrospectives au Media City Film Festival (2015) et RedCat à Los Angeles (2019).
Il est également présent dans de grandes expositions d'art comme la Biennale de Paris no 8, Arte Inglese Oggi à Milan, Une histoire du cinéma à Paris, Documenta 6 à Cassel, X-Screen au Museum Moderner Kunst Stiftung Ludwig Wien à Vienne et Behind the Facts à la Fondation Joan-Miró à Barcelone.
Malcolm Le Grice écrit des travaux critiques et théoriques dont une histoire du cinéma expérimental « Abstract Film and Beyond » (1977, Studio Vista et MIT). Pendant trois ans, dans les années 1970, il écrit une chronique régulière pour le mensuel d'art Studio International et publie de nombreux autres articles sur le cinéma, la vidéo et les médias numériques. Beaucoup d'entre eux ont été rassemblés et publiés sous le titre « Experimental Cinema in the Digital Age » [Le cinéma expérimental à l'ère numérique] par le British Film Institute (2001). Malcolm Le Grice est professeur émérite de l'Université des Arts de Londres.
Malcolm Le Grice meurt le 6 décembre 2024 à l’âge de 84 ans.

## Œuvre cinématographique (sélection)
- 1967 : Little Dog for Roger (court métrage)
- 1967 : Yes No Maybe Not
- 1968 : Blind White Duration (court métrage)
- 1969 : Spot the Microdot (court métrage)
- 1970 : Berlin Horse (court métrage)
- 1972 : Threshold (court métrage)
- 1972 : Whitchurch Down (Duration) (court métrage)
- 1974 : After Lumière - L'Arroseur arrosé (court métrage)
- 1977 : Blackbird Descending - tense alignment  (documentaire)
- 1979 : Emily: Third Party Speculation (aussi acteur)
- 1994 : Balcony Watercolour (vidéo - court métrage)
- 2011 : 60 Seconds of Solitude in Year Zero (un segment de 60 secondes)
- 2015 : Marking Time (vidéo - court métrage)

## Publications
- Experimental Cinema in the Digital Age (BFI Film Classics), British Film Institute, 2008,  (ISBN 978-0-85170-8-737).
- Experimental Cinema in the Digital Age, British Film Institute 2002,  (ISBN 978-0-85170-8-720).
- Abstract Film and Beyond, The MIT Press, 1982,  (ISBN 978-0-26262-0-383).
- Abstract Film, Littlehampton Book Services Ltd 1977,  (ISBN 978-0-28970-5-919).